# Chansonette-Quadrille
Die Chansonette-Quadrille ist eine Quadrille von Johann Strauss Sohn (op. 259). Sie  wurde am 5. Oktober 1861 in Pawlowsk in Russland erstmals aufgeführt.

## Einzelnachweis
1. ↑  Quelle: Englische Version des Booklets (Seite 26) in der 52 CDs umfassenden Gesamtausgabe der Orchesterwerke von Johann Strauß (Sohn), Hrsg. Naxos (Label). Das Werk ist als neunter Titel auf der 6. CD zu hören.